# Kuzman Sotirović
Kuzman Sotirović (Mavrovo, 16 gennaio 1908 – Parigi, 25 luglio 1990) è stato un calciatore jugoslavo, di ruolo attaccante.

## Palmarès

### Club
- Coupe de France: 1

Sète: 1930

### Individuale
- Capocannoniere della Prva Liga: 1

1927 (6 gol)